# Royasque

Domaine du royasque (frontières de 2015)

Le royasque (endonyme : ruiascu) est un dialecte de type ligure/alpin parlé dans la haute vallée de la Roya (Pays royasque), à cheval sur la France et l’Italie.  Le royasque est intermédiaire entre le ligure et l’occitan. En Italie, les communes royasques se sont déclarées membres de la minorité occitane,.

## Localisation

Domaine du royasque avant 1947

Le royasque se parle dans les localités suivantes :
- En France, dans les Alpes-Maritimes : Tende, La Brigue (La Brigue, Morignole), Fontan, Saorge, Breil-sur-Roya (dont des hameaux de Piène-Haute et Libre précédemment inclus dans Olivetta San Michele).
- En Italie :
  - Dans la province de Coni : Viozene (commune d'Ormea), Briga Alta (partie de l'ancienne commune de Briga Marittima, hameaux d'Upega, Carnino et chef-lieu de Piaggia).
  - Dans la province d'Imperia : Realdo (précédemment dans la commune de Briga Marittima, rattaché à Triora) et Verdeggia (commune de Triora), Olivetta San Michele.

## Classification
Du point de vue des représentations, les habitants et les associations culturelles de la Haute-Roya revendiquent volontiers son appartenance à l’occitan (sans nier cependant ses affinités avec le ligure). Du côté italien, les communes où on parle royasque (comme Briga Alta) se sont déclarées « communes de langue occitane » dans le cadre de la Loi de protection des minorités linguistiques (no 482, 1999), ce qui a entraîné des protestations de la part de certains linguistes.
Du point de vue structural, néanmoins, les traits du ligure sont bien plus forts que les traits de l'occitan[réf. nécessaire]. Le royasque est donc un parler de type ligurien alpin (avec le parler voisin de Pigna, Rocchetta Nervina, Castelvittorio et Isolabona) qui se distingue du ligurien de type génois (comme les parlers gavots de l'arrière-pays de Nice se distinguent du nissart) ce qui peut avoir un effet sur les représentations locales du dialecte ligure.
Il est également envisageable de classer le royasque comme langue indépendante.

## Les variantes:  brigasque, tendasque
Le brigasque (en royasque brigasc) est une variété de royasque parlée dans le Pays brigasque (Tèra Brigašca), en France (La Brigue) et en Italie : Briga Alta, Realdo, Verdeggia et Viozene (commune d’Ormea). 
Il est illustré par la revue de l’association locale « A Vaštéra » qui fait une large place aux débats sur la position de la langue.
Le tendasque est la variété de ligure/royasque parlée à Tende.